# Liste der Baudenkmäler in Neuss (1/300–1/399)
Die Liste der Baudenkmäler in Neuss (1/300–1/399) enthält die denkmalgeschützten Bauwerke auf dem Gebiet der Stadt Neuss im Rhein-Kreis Neuss in Nordrhein-Westfalen (Stand: März 2011). Diese Baudenkmäler sind in der Denkmalliste der Stadt Neuss eingetragen; Grundlage für die Aufnahme ist das Denkmalschutzgesetz Nordrhein-Westfalen (DSchG NRW).

Einige Texte der Denkmalbeschreibungen liegen in gekürzter Form (Teilbeschreibung) vor.
Die Liste ist nach laufenden Nummern sortiert. In der Spalte „Denkmalnummer“ ist in Klammern die laufende Nummer angegeben.
| Bild                            | Bezeichnung                                     | Lage                                                          | Beschreibung | Bauzeit                | Eingetragen seit | Denkmal- nummer        |
| ------------------------------- | ----------------------------------------------- | ------------------------------------------------------------- | --- | ---------------------- | ---------------- | ---------------------- |
| Wohnhaus                        | Wohnhaus                                        | Innenstadt Kapitelstraße 33 Karte                             | Teilbeschreibung: Das Haus wurde 1888 zusammen mit den Häusern Kapitelstraße 35, 37 und 39 von Heinrich Dickmann erbaut. Architekt war H. Gustorf. Die ausgeführte Fassade weicht vom ursprünglichen Entwurf ab. Es handelt sich um ein traufständiges dreigeschossiges Reihenhaus in drei Achsen mit Satteldach und Backstein-/Putzfassade in historisierenden Schmuckformen. Das Erdgeschoss wurde 1921 durch Ladeneinbau umgestaltet. Der zurückgesetzte Hauseingang liegt in der linken Achse. Das kräftige Dachgesims ist nicht mehr vollständig. Die Fenster sind als Einscheiben-Fenster erneuert. Die Dachgauben sind neu. Das Haus ist Bestandteil der wilhelminischen Stadterweiterung, die hier in anschaulicher Dichte erfahrbar ist. | 1888                   | 03.01.2007       | 1/373 (1/300)          |
| Wohn- und Geschäftshaus         | Wohn- und Geschäftshaus                         | Innenstadt Kapitelstraße 35 Karte                             | Teilbeschreibung: Das Haus wurde 1888 zusammen mit den Häusern Kapitelstraße 33, 37 und 39 von Heinrich Dickmann erbaut. Architekt war H. Gustorf. Die ausgeführte Fassade weicht vom ursprünglichen Entwurf ab. 1895 erhielt das Haus Nr. 37 eine Putzfassade in Neorenaissance-Schmuckformen. Es handelt sich um ein traufständiges dreigeschossiges Reihenhaus in drei Achsen mit Satteldach. Das Erdgeschoss wurde 1899 durch Ladeneinbau umgestaltet. Der zurückgesetzte Hauseingang liegt in der linken Achse. Das Dachgesims kragt weit aus. Die Fenster sind in T-Teilung erneuert. Im Inneren geschützt sind die historische Grundriss-Struktur und die historische Ausstattung soweit noch original erhalten. Das Haus ist Bestandteil der wilhelminischen Stadterweiterung, die hier in anschaulicher Dichte erfahrbar ist. | 1888                   | 03.01.2007       | 1/374 (1/301)          |
| Wohnhaus                        | Wohnhaus                                        | Innenstadt Kapitelstraße 37 Karte                             | Teilbeschreibung: Das Haus wurde 1888 zusammen mit den Häusern Kapitelstraße 33, 35 und 39 von Heinrich Dickmann erbaut. Architekt war H. Gustorf. 1895 vom ursprünglichen Entwurf abweichend. 3-geschossiges Wohnhaus mit Mezzanin und traufständigem Satteldach. Straßenseitige Putzfassade im drei Achsen, rechteckige Wandöffnungen, Neorenaissance-Schmuckformen; zurückgesetzter Hauseingang in der linken Achse. Im Hausinneren tlw. noch Originalzustand. Das Haus ist Bestandteil der weitgehend gründerzeitlich geprägten Bebauung der Kapitelstraße. | 1888                   | 30.11.1992       | 1/189 (1/302)          |
| Wohnhaus                        | Wohnhaus                                        | Innenstadt Kapitelstraße 40 Karte                             | Teilbeschreibung: 1906 erbaut von Heinrich Hahn nach einem Entwurf von Carl Schaumburg, 3-geschossig in drei Achsen mit ausgebautem Mansarddach; Putzfassade mit Seitenrisaliten; im linken Risalit die originale Eingangstür und die Treppenhausachse, betont durch einen bekrönenden Giebel. Im 1. OG der Mittelachse ein 3-seitiger rechteckiger Erker auf Konsolen mit Balkon. Fenster erneuert, zahlreiche originale Innendetails. | 1906                   | 17.12.1999       | 1/320 (1/303)          |
| Wohn- und Geschäftshaus         | Wohn- und Geschäftshaus                         | Innenstadt Kapitelstraße 44 Karte                             | Teilbeschreibung: Das Haus wurde 1908/09 von Jakob Koch erbaut. Bauleiter war Robert Strerath, Neuss. Es handelt sich um ein traufständiges, 3-geschossiges Haus in drei Achsen mit Mansarddach. Über den beiden rechten Achsen sitzt ein Zwerchhaus mit geknicktem und geschweiftem Giebel, 1952 wurde das Dachgeschoss ausgebaut. 1968 wurden Keller, Erdgeschoss und 1. OG zum Saunabetrieb umgebaut. Die Straßenfassade ist eine Putzfassade in Jugendstil-Schmuckformen. Das Haus ist Bestandteil der weitgehend gründerzeitlich geprägten Bebauung der Kapitelstraße. | 1908/09                | 03.01.2007       | 1/378 (1/304)          |
| Wohnhaus                        | Wohnhaus                                        | Innenstadt Kapitelstraße 45 Karte                             | Teilbeschreibung: 1898 erbaut von Anton Kaiser, Entwurf und Ausführung Th. Lümen; 3-geschossig in drei Achsen, Satteldach; an der Hofseite 3-geschossiger Anbau in sechs Achsen, die linke Achse zurückgesetzt, Pultdach, 1945 durch Bomben teilweise zerstört, 1947/49 Wiederaufbau, gleichzeitig Instandsetzungsarbeiten im Vorderhaus; Fassade in rotem Backstein/Putz in Neurenaissance-Schmuckformen. Tür und Fenster neu. | 1898                   | 02.02.2000       | 1/317 (1/305)          |
| Wohnhaus                        | Wohnhaus                                        | Innenstadt Kapitelstraße 46 Karte                             | Teilbeschreibung: Das Haus wurde Ende des 19. Jh. erbaut. Es handelt sich um ein traufständiges 3 ½-geschossiges Haus in drei Achsen mit Satteldach. Die linke Achse ist leicht vorgezogen. Die Backstein-Putzfassade zeigt historisierende Schmuckformen, Die Fenster sind überwiegend erneuert. Das Haus ist bedeutend für die Stadtgeschichte von Neuss. Es ist Bestandteil der wilhelminischen Stadterweiterung, die hier in anschaulicher Dichte erfahrbar ist. Erhaltung und Nutzung des Gebäudes liegen aus städtebaulichen und architekturgeschichtlichen Gründen im öffentlichen Interesse. | Ende 19. Jh.           | 03.01.2007       | 1/379 (1/306)          |
| Wohn- und Geschäftshaus         | Wohn- und Geschäftshaus                         | Innenstadt Kapitelstraße 47 Karte                             | Teilbeschreibung: Das Haus wurde 1898 von Gottfried Dahl erbaut. Architekt war Heinrich Weyers. Die ausgeführte Fassade weicht vom ursprünglichen Entwurf ab. Es handelt sich um ein traufständiges dreigeschossiges Reihenhaus in drei Achsen mit Satteldach und dreigeschossigem Hinterhaus. Die Backstein-/Putzfassade zeigt Neorenaissance-Schmuckformen. In das neu errichtete Haus verlegte Gottfried Dahl den Hauptsitz der G. Dahl Hut & Schirm-Fabrik Neuss, die von den Enkeln des Gründers, den Geschwistern Mösgen, bis 1960 fortgeführt wurde. Danach wurde die ursprüngliche Ladenfassade des Erdgeschosses mehrfach verändert. Der zurückgesetzte Hauseingang liegt in der rechten Achse. Der Eingang zum ursprünglichen Ladenlokal befand sich links. Das Haus ist Bestandteil der wilhelminischen Stadterweiterung, die hier in anschaulicher Dichte erfahrbar ist. Vor dem Haus befindet sich ein Stolperstein für Franz Sistemich. | 1898                   | 03.01.2007       | 1/375 (1/307)          |
| Wohnhaus                        | Wohnhaus                                        | Innenstadt Kapitelstraße 47 a Karte                           | Teilbeschreibung: Das Haus wurde 1902 von Josef Haßdenteufel erbaut. Bauunternehmer war C. Schmidt. Es handelt sich um ein traufständiges dreigeschossiges Reihenhaus in drei Achsen mit Satteldach und dreigeschossigem Hinterhaus. Die Fassade aus rotem Backstein zeigt Neorenaissance-Schmuckformen. Der zurückgesetzte Hauseingang liegt in der rechten Achse. Fenster und Haustür sind erneuert. Das Haus ist Bestandteil der wilhelminischen Stadterweiterung, die hier in anschaulicher Dichte erfahrbar ist. | 1902                   | 03.01.2007       | 1/376 (1/308)          |
| Wohnhaus                        | Wohnhaus                                        | Innenstadt Kapitelstraße 47 b Karte                           | Teilbeschreibung: 1926 erbaut von Bauunternehmer Adolf Gürtler nach eigenem Entwurf. 4-geschossiger Backsteinbau, an der Straßenseite in vier Fensterachsen mit originalen Fensterrahmen, die Außenachsen abgewinkelt, die beiden mittleren Achsen zusammengezogen und nach rückwärts versetzt. Unter diesen Achsen Tordurchfahrt, beiderseits je ein Geschäftsraum, links mit zum Teil originalen Tür- und Fensterrahmen. Originale Hauseingangstür rechts in der Durchfahrt. Im Hof 4-geschossiger Anbau in vier Achsen. Im Treppenhaus originale hölzerne Geschosstreppe, abgetreppte Wandvertäfelung bis 1. OG. Als vollkommen erhaltene Architekturform der 1920er Jahre mit Art-Deko-Schmuckelementen erhaltenswert. | 1926                   | 12.05.1987       | 1/106 (1/309)          |
| Wohnhaus                        | Wohnhaus                                        | Innenstadt Kapitelstraße 53 Karte                             | Teilbeschreibung: Das Wohnhaus Kapitelstraße 53 wurde 1893 zusammen mit einem rückwärtigen Werkstattbau durch den Bauunternehmer Jacob Strerath für den Wagenbauer Ludwig Bölles errichtet. Die Werkstatt wurde 1981 abgerissen. Das Haus ist ein 3 ½-geschossiges Wohnhaus und ist vier Achsen breit. | 1893                   | 17.07.2006       | 1/368 (1/310)          |
| Wohnhaus                        | Wohnhaus                                        | Innenstadt Kapitelstraße 54 Karte                             | Teilbeschreibung: 1899 von Heinrich Sels zusammen mit Haus Nr. 56 erbaut. Architekt Heinrich Weyers: Backstein-Putzfassade mit historisierenden Schmuckformen. Das Haus ist 3-geschossig in drei Achsen mit Satteldach. Tür bis auf Oberlicht Originalzustand, neue dreiteilige Fenster. | 1899                   | 29.04.1985       | 1/056 (1/311)          |
| Wohnhaus                        | Wohnhaus                                        | Innenstadt Kapitelstraße 55 Karte                             | Teilbeschreibung: Das Haus wurde Ende des 19. Jh. erbaut. Es handelt sich um ein traufständiges dreigeschossiges Reihenhaus in drei Achsen mit Satteldach und zweigeschossigem Anbau in fünf Achsen. 1955/57 wurde das Satteldach ausgebaut und mit breiten Schleppgauben versehen. Der zurückgesetzte Hauseingang liegt in der linken Achse. Fenster und Haustür sind erneuert. Das Haus ist Bestandteil der wilhelminischen Stadterweiterung, die hier in anschaulicher Dichte erfahrbar ist. | Ende 19. Jh.           | 03.01.2007       | 1/377 (1/312)          |
| Wohnhaus                        | Wohnhaus                                        | Innenstadt Kapitelstraße 56 Karte                             | Teilbeschreibung: 1899 von Heinrich Sels zusammen mit Haus Nr. 54 erbaut. Architekt Heinrich Weyers: Backstein-Putzfassade mit historisierenden Schmuckformen. Das Haus ist 3-geschossig in drei Achsen mit Satteldach, hofseitiger Anbau, Eingang in der linken Achse. Putzfassade mit historisierenden Schmuckformen. Tür und Fenster neu. | 1899                   | 01.08.1996       | 1/244 (1/313)          |
| Wegekreuz                       | Wegekreuz                                       | Grimlinghausen Kasterstraße vor Nr. 2 Karte                   | 1719 inschriftlich datiert. Ca. 2,50 m hohes; aus Trachyt gearbeitetes Prozessionskreuz. Auf flachem, bodenbelagbündigem Fundament niedriger, leicht ausladender Sockel; darauf hochrechteckiger Schaft mit kerbgerahmter Inschrift auf der Vorderseite. ZU-EHRE- DER-H–5- WUNDEN- HAT-PETER- FÖRSTGEN- DIES-CREUTZ- AUFSETZEN- LASEN Über profilierter, weit vorkragender, stark verwitterter Sakramentskonsole, leicht scharrierter hochrechteckiger Schaft mit rundbogiger Muschelnische; über geschwungen eingezogener Verdachung Kreuz mit stilisierten Kleeblattenden und fast vollrundem Korpus. Der Nischenaufbau mit der Datierung und das Kreuz wurden mit Ausnahme des senkrechten oberen Abschlusses erneuert. Das Objekt ist bedeutend für die Geschichte des Menschen als anschaulich erhaltenes schlichtes Zeugnis der Volksfrömmigkeit. | 1719                   | 30.03.2006       | 9/009 (1/314)          |
| Wohnhaus                        | Wohnhaus                                        | Furth Keltenstraße 1 Karte                                    | Teilbeschreibung: 1905/06 von Jacob Renner nach eigenem Entwurf erbaut; Putzfassade mit historisierenden Schmuckformen; Satteldach; an der Keltenstraße 2-geschossige in drei Achsen, Mezzanin; im EG Mittelrisalits Bänderputz, 5-seitiger, zum Teil geschwungener Erker im OG. Türen und Fenster erneuert. | 1905/06                | 14.06.1991       | 2/008 (1/315)          |
| Wohnhäuser                      | Wohnhäuser                                      | Furth Kettelerstraße 1–26                                     | Satzung zur Unterschutzstellung des Denkmalbereiches Kolpingviertel in der Stadt Neuss Der Rat der Stadt Neuss hat am 30. Mai 1986 aufgrund des § 5 des Gesetzes zum Schutz und zur Pflege der Denkmäler im Lande Nordrhein-Westfalen (Denkmalschutzgesetz – DSchG) vom 11. März 1980 (GV. NW, S. 226), zuletzt geändert durch Gesetz vom 6. November 1984 (GV. NW, S. 663), diese Satzung beschlossen: § 1 Anordnung der Unterschutzstellung Der in § 2 beschriebene Bereich des Kolpingviertels wird hiermit als Denkmalbereich gemäß § 5 des Denkmalschutzgesetzes NW unter Schutz gestellt. § 2 Räumlicher Geltungsbereich Der Denkmalbereich umfasst die folgenden Straßen bzw. Straßenabschnitte mit den angrenzenden Hausgrundstücken: – die Frankenstraße in dem Abschnitt zwischen den Hausgrundstücken Nrn. 24–58 (Nordseite) bzw. den Hausgrundstücken Nr. 31–59 (Südseite), – die an der Fuhrter Straße gelegenen Hausgrundstücke Nrn. 112–120 (nicht die Straßenfläche der Further Straße), – die Gotenstraße, ohne das Hausgrundstück Nr. 30, – die Kettelerstraße, – die Kolpingstraße, – die Römerstraße in dem Abschnitt zwischen den Hausgrundstücken Nrn. 50–68 (Ostseite) bzw. den Hausgrundstücken Nrn. 49–69 (Westseite) sowie zusätzlich die Hausgrundstücke Nrn. 71–79, – die am Weissenberger Weg gelegenen Hausgrundstücke Nrn. 59–83 und 125–129 (nicht die Straßenfläche des Weissenberger Weges). Die Grenzen des Denkmalbereiches sind in dem im Maßstab 1 : 2000 hergestellten Plan schwarz umrandet dargestellt, der als Anlage 1 dieser Satzung als deren Bestandteil beigefügt ist. § 3 Sachlicher Geltungsbereich Mit dieser Satzung wird das historische Stadtbild des Kolpingviertels unter Schutz gestellt. Das geschützte Stadtbild wird bestimmt durch die Straßenführung (Stadtbildgrundriss), durch den teilweise überkommenen Baumbestand im Straßenraum, und durch die aus der Entstehungszeit erhaltenen ursprüngliche Bausubstanz der im Straßenraum sichtbaren Gebäudeteile. Einzelheiten dazu sind dem im Maßstab 1:2000 hergestellten Plan „Bausubstanz der Gebäudefronten“ und der zugehörigen Fotodokumentation zu entnehmen, die als Anlage 2 dieser Satzung als deren Bestandteil beigefügt sind. § 4 Erlaubnispflichtige Maßnahmen In dem festgesetzten Denkmalbereich Kolpingviertel sind Maßnahmen gemäß § 9 des Denkmalschutzgesetzes NW erlaubnispflichtig. Die Vorschriften des Denkmalschutzgesetzes finden Anwendung. § 5 Begründung Das in den Grenzen des Denkmalbereichs gelegene Wohngebiet beiderseits der Kolpingstraße steht als Zeugnis früherer genossenschaftlicher Siedlungstätigkeit in Neuss. Der nach 1871 einsetzende wirtschaftliche Aufschwung brachte mit dem Ausbau des Hafens und der Ansiedlung neuer Industriebetriebe einen starken Zustrom von Arbeitskräften, für die preiswerte und familiengerechte Wohnungen möglichst in Betriebsnähe zu schaffen waren. Dieser Aufgabe nahm sich in Neuss u. a. die 1901 gegründete Arbeiterwohnungs-Genossenschaft eGmbH an, die die Flächen zwischen Further Straße und Weissenberger Weg erwarb und unter Heranziehung namhafter Neusser Architekten abschnittsweise bebaute. 1903 entstanden die ersten Häuser an der Kolpingstraße als Hauptachse des neuen Siedlungsgrundrisses. Bis zum Ersten Weltkrieg waren auch die davon abzweigenden Straßen weitgehend bebaut. In den 20er und 30er Jahren wurden noch einige Baulücken insbesondere an den Rändern der neuen Siedlung geschlossen und der Baublock zwischen Römerstraße und Weissenberger Weg errichtet. Das Erscheinungsbild der Siedlung besitzt auch heute noch seine alte Homogenität, die sich in der Straßenführung und in der Formensprache der Fassaden weitgehend erhalten hat. Den bis zum Ersten Weltkrieg bebauten Bereich prägen zweieinhalbgeschossige Zweifamilienhäuser mit abwechslungsreich gestalteten Fassaden aus Sichtbackstein, geschlämmten Backstein oder Putzflächen, häufig mit großen straßenseitigen Giebeln. Die späteren Bauten der 20er und 30er Jahre sind als meist dreigeschossige Mehrfamilienhäuser mit Sichtbacksteinfassaden eher einheitlich und zurückhaltender gestaltet. Die nach Zerstörungen im Zweiten Weltkrieg in den 50er Jahren wiederaufgebauten Häusern insbesondere am Nord- und Südrand der Siedlung sind in ihrem äußeren Erscheinungsbild dem alten Baubestand verhältnismäßig gut angepasst. An einigen Stellen ist das historische Erscheinungsbild der Siedlung durch gestalterisch unbefriedigende Modernisierungen einzelner Häuser und Ersatzbauten aus neuerer Zeit stärker gestört. Bei künftigen Veränderungen ist insoweit eine bessere Einpassung anzustreben. Das Kolpingviertel ist als Dokument des genossenschaftlichen Arbeiterwohnungsbaus im ersten Drittel dieses Jahrhunderts ein wichtiges Zeugnis der sozialen und städtebaulichen Entwicklung von Neuss. An der Erhaltung dieses Wohngebietes in seinem überkommenen historischen Erscheinungsbild besteht daher ein öffentliches Interesse, dem mit dieser Satzung Rechnung getragen wird. Die für die vorstehende Begründung maßgebliche gutachterliche Stellungnahme des Landschaftsverbandes Rheinland – Rheinisches Amt für Denkmalpflege – vom 25. November 1985 ist dieser Satzung nachrichtlich als Anlage 3 beigefügt. § 6 Inkrafttreten Diese Satzung tritt mit dem Tage nach ihrer öffentlichen Bekanntmachung in Kraft. |                        |                  | Kolpingviertel (1/316) |
| Wohnhaus                        | Wohnhaus                                        | Furth Kettelerstraße 16 Karte                                 | Teilbeschreibung: 1912/13 von der Arbeiter-Wohlfahrtsgenossenschaft eGmbH als Reihenhaus im ersten Bauabschnitt der Kettelerstraße erbaut, Architekt Carl Schaumburg; Backstein-/Natursteinfassade; 2-geschossig mit Satteldach und Turmaufbau. Tür und Fenster sowie die Klappläden im OG Originalzustand. | 1912/13                | 11.02.1986       | 2/002 (1/317)          |
| Klara-Fey-Siedlung              | Klara-Fey-Siedlung                              | Innenstadt Klara-Fey-Straße 01–11, 02–12 Karte                | Ab 1930 nach Plänen des Architekten Heinrich Ingerfeld von „Neusser Spar- und Bauverein“ (heute Gemeinnützige Wohnungsgesellschaft eG) errichtetes Siedlungsensemble von beispielhafter Qualität der Gesamtgestaltung; zweigeschossige Mehrfamilienhäuser aus Backsteinmauerwerk mit hochaufragenden Walm- bzw. Satteldächern; an beiden Straßenenden Bauzeilen durch erhöhte flachgedeckte Eckbauten abgeschlossen (zum Glehner Weg nur einseitig), die mit dem verkröpften Sattel- oder Walmdächern der anschließenden Reihenhäusern städtebauliche Akzente setzen; rhythmische Gliederung der glatten Fassaden durch rechteckige Fenster; regelmäßig Vertikalbetonung durch die geschossübergreifenden Treppenhausfenstern oberhalb der Eingänge mit ihren weit ausgreifenden Vordächern, Sockel abgesetzt und teilweise durch Backsteinrelief aufgelockert; Gauben unterschiedlicher Größe; verkröpfte Sohlbankgesimse betonen die Gebäudeecken; vor den Eckbauten kleine heckenumfriedete Vorgärten; Fenster und Haustüren z. T. original. | ab 1930                | 09.04.1992       | 3/010 (1/318)          |
| Mehrfamilienhaus                | Mehrfamilienhaus                                | Innenstadt Klarissenstraße 10 Karte                           | Teilbeschreibung: Um 1840 an der Stelle des ehem. Klarissenklosters (1283 gegründet – 1802 säkularisiert) erbaut; Backsteinfassade mit Hausteinsockel; 3-geschossig in sieben Achsen, Mansarddach mit vier Dachhäuschen; in beiden linken Achsen je eine Tür mit Oberlichtern, eine dritte Tür mit Hausteingewänden, Gewölbekeller. 1982/84 durchgreifende Instandsetzung, dabei im Keller Turm und Reste einer vermutlichen Wehranlage aus der Zeit um 1200 freigelegt. | Um 1840                | 04.04.1985       | 1/035 (1/319)          |
| Ehemaliges Kanalwärterhäuschen  | Ehemaliges Kanalwärterhäuschen                  | Augustinerviertel Kölner Straße 2 Karte                       | Teilbeschreibung: 1809/10 errichtet als Wohn- und Dienstgebäude für den Schleusen und Brückenwärter auf dem rechten Ufer des ehem. Nordkanalbettes. In Neuss waren 1810 vier Häuser fertiggestellt, erhalten ist nur das Haus an der Kölner Straße. Die Schleuse wurde nie gebaut. An ihrer Stelle liegt heute der Schießstand der Neusser Scheibenschützengesellschaft von 1425. Das Haus ist über einem niedrigen, umlaufenden Sockel eingeschossig. drei Achsen, Haustür in der Mitte, Walmdach. Neben dem Haus eine Pumpe. Wichtiges Zeugnis der Stadtbaugeschichte. Es bildet zusammen mit den Resten des Nordkanals und den gleichzeitig erbauten Wehranlage an der Obererft einen historischen technischen Komplex. Für Erhaltung und Nutzung liegen aus künstlerische, wissenschaftliche und städtebauliche Gründen vor. | 1809/10                | 01.08.2002       | 5/002 (1/320)          |
| Wohnhäuser                      | Wohnhäuser                                      | Furth Kolpingstraße 3–75                                      | Siehe lfd. Nr. 1/316 |                        |                  | Kolpingviertel (1/321) |
| Wohnhaus                        | Wohnhaus                                        | Innenstadt Königstraße 15 Karte                               | Teilbeschreibung: 1886/87 von Steuer-Inspektor Zirkel erbaut; gelbe Backsteinfassade mit Schmuckformen in Backstein, Terrakotta und Naturstein; 2-geschossig in fünf Achsen, Satteldach mit zwei Gauben; Dach und Gauben erneuert, Tür und Kreuzsprossen-Fenster Originalzustand. | 1886/87                | 16.09.2010       | 1/399 (1/322)          |
| Wohnhaus                        | Wohnhaus                                        | Innenstadt Königstraße 17 Karte                               | Teilbeschreibung: 1887/88 von Carl Rauhut erbaut, Architekt Heinrich Floeren; rote Backstein-Putz-Fassade mit historisierenden Schmuckformen, im EG Quaderputz; 3-geschossig in drei Achsen, Satteldach mit Dachgauben; Eingang zurückversetzt in der rechten Achse, neue Dachgauben. | 1887/88                | 06.06.1986       | 1/075 (1/323)          |
| Wohnhaus                        | Wohnhaus                                        | Innenstadt Königstraße 18 Karte                               | Teilbeschreibung: 1894 von Theodor Lümen nach eigenen Entwürfen erbaut; rote Backstein-Fassade mit Sandsteingliederung, 3-geschossig in fünf Achsen, flaches Satteldach, nach hinten versetzter Eingang in der Mittelachse, 1902 Balkon- und Etagenaufbau an der Hofseite. | 1894                   | 30.07.1991       | 1/174 (1/324)          |
| Wohnhaus                        | Wohnhaus                                        | Innenstadt Königstraße 19 Karte                               | Teilbeschreibung: 1887/88 zusammen mit Haus Nr. 21 von L. Conenberg erbaut; rote Backstein-Putz-Fassade mit Neorenaissanceschmuck, im EG Quaderputz, 3-geschossig in vier Achsen, Satteldach. 1951 Umbau des Inneren und Fassadenänderung mit Versetzen der Haustüre von der linken in die rechte Achse, Fenster original, Tür neu. | 1887/88                | 04.08.1986       | 1/087 (1/325)          |
| Wohnhaus                        | Wohnhaus                                        | Innenstadt Königstraße 20 Karte                               | Teilbeschreibung: 1892/93 von Margaretha Konen erbaut, Architekt Wilhelm Metzer; gelbe Backstein-Putzfassade, im EG Quaderputz, Sandsteingliederung im 1. und 2. OG, 3-geschossig in drei Achsen. Neue Fenster. | 1892/93                | 16.09.2010       | 1/400 (1/326)          |
| Wohnhaus                        | Wohnhaus                                        | Innenstadt Königstraße 21 Karte                               | Teilbeschreibung: 1887/88 zusammen mit Haus Nr. 21 von L. Conenberg erbaut; rote Backstein-Putz-Fassade mit Neorenaissanceschmuck, im EG Quaderputz, 3-geschossig in drei Achsen, Satteldach, Tür original, Fenster neu. | 1887/88                | 04.08.1986       | 1/088 (1/327)          |
| Wohnhaus                        | Wohnhaus                                        | Innenstadt Königstraße 22 Karte                               | Teilbeschreibung: 1892/93 von Wilhelm Meyer erbaut, Architekt Wilhelm Metzer: Backsteinfassade mit historisierenden Schmuckformen, im EG Quaderputz, 3-geschossig in drei Achsen, Satteldach, Eingang zurückgesetzt in der linken Achse, 4-teiliges Fenster in den OGs original, 2-teilige Fenster im EG und Eingangstür neu. | 1892/93                | 16.01.1986       | 1/074 (1/328)          |
| Wohnhaus                        | Wohnhaus                                        | Innenstadt Königstraße 23 Karte                               | Teilbeschreibung: 1889 von Wilhelm Berger erbaut, Architekt Peter Nilgen; gelbe Backstein-Putz-Fassade mit Neorenaissanceschmuck, im EG Rauputz, 3 ½-geschossig in drei Achsen. Fenster neu, Torflügel entfernt. | 1889                   | 04.08.1986       | 1/089 (1/329)          |
| Wohnhaus                        | Wohnhaus                                        | Innenstadt Königstraße 24 Karte                               | Teilbeschreibung: 1891 von Peter Kamps erbaut, Architekt I. Schwien, gelbe Backstein-Putz-Fassade. 3-geschossig in drei Achsen, Satteldach, zurückversetzter Eingang in der linken Achse. Tür mit Oberlicht original, Fenster neu. | 1891                   | 04.08.1986       | 1/090 (1/330)          |
| Wohnhaus                        | Wohnhaus                                        | Innenstadt Königstraße 26 Karte                               | Teilbeschreibung: 1890 von L. Cronenberg erbaut, Architekt Wilhelm Floeren; rote Backstein-Putz-Fassade mit historisierenden Schmuckformen. 2 ½-geschossig in drei Achsen, ausgebautes Mansarddach; Tür und Fenster großflächig erneuert. | 1890                   | 04.08.1986       | 1/091 (1/331)          |
| Wohnhaus                        | Wohnhaus                                        | Innenstadt Königstraße 28 Karte                               | Teilbeschreibung: 1890 zusammen mit Haus Nr. 30 von L. Cronenberg erbaut, Architekt Wilhelm Metzer, Putzfassade mit historisierenden Schmuckformen, 3-geschossig in drei Achsen, Satteldach, Tür und Fenster erneuert, zur Bleichgasse ehem. Pferdestall, 1-geschossig mit Souterrain. | 1890                   | 04.08.1986       | 1/092 (1/332)          |
| Wohnhaus                        | Wohnhaus                                        | Innenstadt Königstraße 39 Karte                               | Teilbeschreibung: 1892 zusammen mit Haus Nr. 41 von L. Cronenberg nach eigenem Entwurf erbaut, Backstein-/Putzfassade mit historisierenden Schmuckformen, 3-geschossig in drei Achsen, Satteldach, 3-seitiger Giebelerker auf Konsolen, im 2. OG als Balkon endend. 1959 mit Haus Nr. 41 zusammengelegt; beim Umbau Beseitigung des Treppenhauses und Umwandlung der ursprünglich in der rechten Achse gelegenen Eingangstür in ein Fenster; Fenster erneuert. | 1892                   | 29.09.1997       | 1/276 (1/333)          |
| Wohnhaus                        | Wohnhaus                                        | Innenstadt Königstraße 41 Karte                               | Teilbeschreibung: 1892 zusammen mit Haus Nr. 39 von L. Cronenberg nach eigenem Entwurf erbaut, Backstein-/Putzfassade mit historisierenden Schmuckformen, 3-geschossig in drei Achsen, Satteldach, 3-seitiger Giebelerker auf Konsolen, im 2. OG als Balkon endend. 1959 mit Haus Nr. 39 zusammengelegt; Fenster erneuert, Tür original. | 1892                   | 29.09.1997       | 1/277 (1/334)          |
| Ehem. Wohnhaus mit Arztpraxis   | Ehem. Wohnhaus mit Arztpraxis                   | Innenstadt Königstraße 62 Karte                               | Teilbeschreibung: 1894 von Dr. Hermann Rheindorf erbaut, Architekt Wilhelm Metzer; linker Gebäudeteil und Mittelerker 1912 zugefügt. Backstein-Putz-Fassade mit historisierenden Schmuckformen, 2-geschossig in vier Achsen, ausgebautes Mansarddach mit ausgebauten Giebelhäusern in den äußeren Achsen. Hauseingang in der 2. Achse von rechts, mit vorgelagerter Treppe und Dreiecksgiebelverdachung. Eingangstür original, Fenster tlw. erneuert, Im Hausinneren 1936 Umbau mit neuer Geschosstreppe. | 1894                   | 18.12.1989       | 1/151 (1/335)          |
| Wohnhaus                        | Wohnhaus                                        | Innenstadt Königstraße 66 Karte                               | Teilbeschreibung: 1907 von Carl Schaumburg nach eigenem Entwurf erbaut; Backstein-Putz-Fassade mit historisierenden Schmuckformen, 3-geschossig in drei Achsen, ausgebautes Mansarddach. Eingangstür Originalzustand, Fenster tlw. erneuert. | 1907                   | 04.02.1991       | 1/166 (1/336)          |
| Wohnhaus                        | Wohnhaus                                        | Innenstadt Königstraße 68 Karte                               | Wohnhaus in Reihenbebauung. 1906 von Carl Schaumburg nach eigenem Entwurf erbaut, 3-geschossig in zwei nicht durchgezogenen Achsen, ausgebautes Mansarddach mit vorgesetztem Giebel; Eingang in der linken Achse, rechte Achse mit Giebel ab I. OG vorgezogen, den Rundbogen des EG Fensters aufnehmend. Rauputz-Schiefer-Fassade, rustizierter Sockel, Sockelgesims; z. T. seitlich Einfassung des EG und der OG durch rustizierende Quader; 2. OG und Dachgeschoss verschiefert, Fenster und Eingangstür im Originalzustand. Innenausstattung mit Treppenhaus und Wohnungstüren gut erhalten. Das o. g. Objekt ist bedeutend für die Geschichte des Menschen, der Städte und Siedlungen. Für Erhaltung und Nutzung liegen baugeschichtliche und städtebauliche Gründen vor. Das Wohngebäude ist Teil eines gründerzeitlichen Stadtteils. Seine Architekturformen sind zeittypisch für den Späthistorismus, den eine eklektizistische Formenvielfalt auszeichnet. Erste Anklänge an den Jugendstil lassen sich in den Details erkennen. Das Gebäude ist außen und innen vergleichsweise gut erhalten. Das betrifft Türen und Fenster, Treppenhaus und Raumaufteilung. | 1906                   | 11.03.2011       | 1/401 (1/337)          |
| Wohnhaus                        | Wohnhaus                                        | Innenstadt Königstraße 72 Karte                               | 1899 von Witwe Johann Küser erbaut, Unternehmer Gebrüder Pannenbecker; Backstein-Putz-Fassade mit historisierenden Schmuckformen, 3-geschossig in drei Achsen, ausgebautes Satteldach; Sockelgesims; EG in Quaderputz, zurückgesetzter Eingang in der linken Achse; abschließendes Gurtgesims; in den OG gelber Backstein, umrahmte Wandöffnungen, in Höhe der Fensterbänke horizontaler Bänderputz; Halbkreisbogenverdachung über Mittelfenster des 2. OG; Giebel mit Rundfenster in der Mittelachse; in den seitlichen Achsen auskragendes Dachgesims auf Konsolen; Fenster erneuert, Tür Originalzustand. | 1899                   | 16.09.2010       | 1/402 (1/338)          |
| Wohnhaus                        | Wohnhaus                                        | Innenstadt Königstraße 74 Karte                               | Teilbeschreibung: In drei Achsen dreigeschossig mit ausgebautem Mansarddach. Backstein-Putz-Fassade mit historisierenden Schmuckformen, Mittelachse betont durch dreiseitigen Erker auf Konsolen und Ädikula im 1. OG. Dachhäuschen mit kräftig vorspringendem Dreiecksgiebel. | unbekannt              | 16.05.1988       | 1/134 (1/339)          |
| Wohnhaus                        | Wohnhaus                                        | Innenstadt Königstraße 77 Karte                               | Teilbeschreibung: 1891 von Bauunternehmer Heinrich Hahn erbaut, Backstein-/Putzfassade mit historisierenden Schmuckformen, 3-geschossig in drei Achsen (2. OG als Mezzanin), Satteldach. Ausladendes Dachgesims mit Klötzchenfries. Tür und Fenster Originalzustand. | 1891                   | 10.02.1989       | 1/147 (1/340)          |
| Wohnhaus                        | Wohnhaus                                        | Innenstadt Königstraße 79 Karte                               | Teilbeschreibung: 1890 erbaut, datiert durch Inschriftplatte im 1. OG, viergeschossig in vier Achsen, zweite Achse von links verbreitert, Klassizistische Putzfassade, Pilastergliederung, rechteckige Wandöffnungen; Haustür original, Fenster erneuert; im Inneren originale Details wie Fliesenbelag im Eingangsflur, Treppenhaus und ein großer Teil der Innentüren. | 1890                   | 10.07.2002       | 1/324 (1/341)          |
| Wohnhaus                        | Wohnhaus                                        | Innenstadt Königstraße 80 Karte                               | Teilbeschreibung: 1894 zusammen mit Haus Nr. 82 von Bauunternehmer Heinrich Hahn erbaut; 3-geschossig in vier Achsen, Satteldach, Bänderputzfassade mit historisierenden Schmuckformen; Fenster erneuert, Tür original. | 1894                   | 13.02.1998       | 1/288 (1/342)          |
| Wohnhaus                        | Wohnhaus                                        | Innenstadt Königstraße 82 Karte                               | Teilbeschreibung: 1894 zusammen mit Haus Nr. 84 von Bauunternehmer Heinrich Hahn erbaut; 3-geschossig in vier Achsen, Satteldach, Putzfassade mit historisierenden Schmuckformen; 1924 Ladeneinbau im EG, Fenster erneuert, Treppenhaus entfernt | 1894                   | 14.10.2003       | 1/334 (1/343)          |
| Bürohaus                        | Bürohaus                                        | Innenstadt Königstraße 84 Karte                               | Teilbeschreibung: 1898/99 von Bauunternehmer Heinrich Hahn erbaut; 3-geschossig in 4:1:2 Achsen, Satteldach, Backstein-Putz-Fassade mit historisierenden Schmuckformen; ausgebautes Walmdach, 1967 Dachgauben erneuert, Fenster und Türen erneuert. | 1898/99                | 14.10.2003       | 1/335 (1/344)          |
| weitere Bilder                  | Pfarrkirche St. Konrad Neuss-Gnadental          | Gnadental Konradstraße 33 Karte                               | Teilbeschreibung: 1954/55 nach Plänen des Kölner Architekten Gottfried Böhm in Stahlbetonkonstruktion errichtet. Vier parallel zueinander gestellte, zur Altarseite aufsteigende Rahmen mit beiderseitigem Kragen tragen die darüber liegende Dachschale. Sie äußeren Rahmen sind mit Backsteinen ausgefacht. Der Glockenturm in Stahlbetonkonstruktion ist freistehend angeordnet. Die Entwürfe für die Buntglasfenster stammen von Gottfried Böhm. Die kath. Pfarrkirche St. Konrad in Neuss Gnadental ist bedeutend für die Geschichte des Menschen, insbesondere die Geschichte des Kirchenbaues der Nachkriegszeit. Sie ist erhaltenswert aus wissenschaftlichen und architekturgeschichtlichen Gründen, als markantes Beispiel im Werk eines internationalen bedeutenden Kirchenbauarchitekten. | 1954/55                | 12.03.1996       | 4/008 (1/345)          |
| Mietwohnhausgruppe              | Mietwohnhausgruppe                              | Dreikönigenviertel Körnerstraße 21–35 Karte                   | Teilbeschreibung: Zwischen 1925 und 1930 von der Neusser Arbeiterwohnungsgenossenschaft als 3-seitige Blockrandbebauung mit 27 Mietwohnhäusern erbaut. Backsteinfassaden mit Zierverbänden und teilweise Verputz; regelmäßiger Wechsel zwei verschiedener Gebäudetypen, beide 2-geschossig in drei Achsen, Satteldach Typ 1: zentrale Eingangsachse, Flurfenster mit zusammenfassenden Rahmung und abschließendem Gesims mit Spitzbogen in Backstein, Fensterzwischenflächen mit Zierverband, Zentralachse bis in den Dachgiebel reichend flankiert vom zwei Fenstern, Giebel dreimal flach abgetreppt. Typ 2: Eingangsachse mit der das Nachbarhaus paarig angeordnet mit durchgezogenem Gesims, Flurfenster mit Zierverbänden, zusammenfassende Rahmung und Gesimsabschluss in Höhe des Dachgesims, darüber niedriger zweimal abgetreppter Giebel flankiert von zwei Dachgauben; an der Körnerstraße abweichende Gestaltung der Eingangsachsen mit Verputz und geradem Abschluss knapp über dem Dachgesims; Eckgebäude Schillerstraße/Weberstraße 3-geschossig in 3:4 Achsen, Mansarddach, Eckachse zurückgesetzt; an der Weberstraße große Dachgaube mit drei Fenstern und Dreiecksgiebeln; Eckgebäude zur Körnerstraße, ebenfalls mit zurückgesetzter Eckachse, im EG Ladeneinbau; Türen Originalzustand, 1985 modernisiert, dabei neue Kunststofffenster unter Wiederherstellung der originalen Sprossenteilung, Anbau von Balkonen an den Blockinnenseiten, im Inneren z. T. Wohnungen zusammengefasst. | Zwischen 1925 und 1930 | 29.04.1985       | 3/002 (1/346)          |
| Wohnhaus                        | Wohnhaus                                        | Innenstadt Krefelder Straße 43 Karte                          | Teilbeschreibung: 1870 von Heinrich Jaegers erbaut, Architekt Julius Busch. Backsteinfassade mit neugotischen Schmuckformen, 3-geschossig in drei Achsen, Satteldach, Mittelachse betont, im 1. OG Rechteckerker auf Konsolen und mit Zinnenkranz. Fenster und Hauseingangstür vermutlich original. | 1870                   | 12.12.1988       | 1/143 (1/347)          |
| Wohn- und Geschäftshaus         | Wohn- und Geschäftshaus                         | Innenstadt Krefelder Straße 45 Karte                          | Teilbeschreibung: 1910 erbautes Eckhaus Krefelder Straße / Schwannstraße 3- bis 4-geschossig in 1:4 Achsen, aufwändige neugotische Fassadengestaltung. Giebelfront zur Krefelder Straße mit Zwei- bzw. Drei-Fenstergruppen, darüber Relieftafel mit Baujahreszahl, Trenngiebel. Zur Schwannstraße Betonung der Mittelachse durchflachen Erker. Fenster im 1. und 3. OG weitgehend original, im Übrigen verändert. Als eines der wenigen in der Krefelder Straße verbliebenen Originalhäuser wichtiges Zeugnis der Stadtbaugeschichte, erhaltenswert insbesondere aus städtebaulichen Gründe. | 1910                   | 12.12.1988       | 1/144 (1/348)          |
| Wegekreuz                       | Wegekreuz                                       | Holzheim Kreitzer Straße (an der Zufahrt zum Königshof) Karte | Teilbeschreibung: Ende des 19. Jh. in neugotischen Formen entstanden; quadratischer dreistufiger Unterbau, darauf verputzter Aufbau bestehend aus profilierter sich nach oben verjüngender Basis, aus Sockelteil (ohne Inschrift), aus schmalerem Mittelblock mit farbiger Nische (ohne Figur) sowie dem bekrönenden Kreuz mit Korpus aus Gusseisen; Kreuzesinschrift: INRI. Typisches Zeugnis für die um die Mitte des 19. Jh. wieder einsetzenden Errichtung von sakralen Flurkreuzen, erhaltenswert aus ortsgeschichtlichen, religionsgeschichtlichen und volkskundlichen Gründen. | Ende 19. Jh.           | 19.03.1998       | 7/012 (1/349)          |
| Königshof                       | Königshof                                       | Holzheim Kreitzer Straße 20 Karte                             | Teilbeschreibung: Geschlossene Backstein-Hofanlage an historischem Standort, heutige Gebäude 1889–1902 errichtet; an der Südseite Wohnhaus, 2-geschossig in 5 Achsen, Satteldach; Mittelachse vermutlich in den 1920er Jahren zum Hof hin polygonal vorgezogen; verschiefert. An der Ostseite anschließender winkelförmiger 1 ½-geschossiger bzw. 2-geschossiger Wirtschaftstrakt, Satteldächer, übergiebelte Toreinfahrt mit Segmentbögen, Außenwände mit Backsteinfriesen. An der Nordseite Stalltrakt; vor der nördlichen Außenwand 2 symmetrisch angeordnete Treppenhäuser; Satteldächer, Außenwände mit Backsteinfriesen unter der Traufe; Giebel mit abgetreppten Ortgangfries. An der Westseite große Scheune mit Satteldach. Die Hofanlage ist ein bedeutendes Zeugnis für die Siedlungsentwicklung im Raum Holzheim Löveling und allgemein für den Bautypus eines großen landwirtschaftlichen Betriebes im 19. / 20. Jh. Für die Erhaltung und Nutzung liegen insbesondere städtebauliche und wissenschaftliche Gründe vor. Der Göpel ist erhaltenswert, weil sich Göpel nur selten erhalten haben und wegen der Bedeutung der Göpel für die technische Entwicklung in der Landwirtschaft des 19. Jahrhunderts. | 1889–1902              | 19.03.1998       | 7/011 (1/350)          |
| Wegekreuz                       | Wegekreuz                                       | Lanzerath Lanzerather Dorfstraße Karte                        | Ende des 18. Jh. entstandenes Wege- und Prozessionskreuz auf quadratischem, über Stufen erreichbarem Sandsteinsockel von typischen Aufbau: profilierte Basis, Sockelteil (erneuert ohne Inschriftfeld), Zwischenplatte mit auskragender Konsole, Muschelnische mit moderner Madonnenfigur im Mittelblock, Sandsteinhaus bekrönendes Steinkreuz mit Steinkorpus. Höhe des gesamten Wegekreuzes: ca. 4,10 m Höhe des Kreuzes 1,10 m. Kreuz und Baumgruppe aus Kastanien mit neuzeitlicher Einfriedung bilden ein Ensemble, das unbedingt erhalten bleiben muss. Das Wegekreuz am östlichen Ortsrand ist bedeutend für die Geschichte der Menschen als anschaulich erhaltenes schlichtes Zeugnis der Volksfrömmigkeit. Für seine Erhaltung liegen neben wissenschaftlichen, insbesondere ortsgeschichtliche und Volkskundliche Gründe vor. | Ende 18. Jh.           | 16.09.2010       | 6/011 (1/351)          |
| Wohnhaus                        | Wohnhaus                                        | Innenstadt Liedmannstraße 1 Karte                             | Teilbeschreibung: 1906 von den Gebrüdern Pannenbecker an der Ecke zur Erftstraße zusammen mit den Häusern Erftstraße 96, 98 und 100 erbaut; Fassade im Wechsel von Putz, Fachwerk, Schiefer und Naturstein; 2-geschossig mit Sockelgeschoss, zwei sich überkreuzende Satteldächer; im OG an der linken Seite mit verschiefertem Erker. Tür neu, Fenster z. T. Originalzustand. | 1906                   | 06.01.1986       | 1/068 (1/352)          |
| Wohnhaus                        | Wohnhaus                                        | Innenstadt Liedmannstraße 2 Karte                             | Teilbeschreibung: 1895 von August Lonnes an der Ecke zur Erftstraße erbaut, Architekt Wilh. Metzer; Backsteinfassade mit Schmuckformen in Hausteinsockel; 2-geschossig mit Souterrain in 3:4 Achsen, Mansardwalmdach. 1947 Dach verändert, Eckturm nicht mehr vorhanden. 19842 Innenausbau unter Erhaltung der Schmuckdecken und Anbau an der Erftstraße, Tür und Fenster Originalzustand. | 1895                   | 04.04.1985       | 1/036 (1/353)          |
| Ehem. Wohnhaus                  | Ehem. Wohnhaus                                  | Innenstadt Liedmannstraße 4 Karte                             | Teilbeschreibung: 1895 erbaut von W. Heinemann nach Plan von Architekt C, Schellen, Köln als 2-geschossiges Wohnhaus mit Souterrain mit Mezzaningeschoss und traufständigem Satteldach. Straßenseitig Putzfassade in fünf Achsen (Souterrain und EG) bzw. drei Achsen (OG und Mezzanin). Hauseingang mit hohem Oberlicht in der Achse. Im OG Mittelachse betont durch 3-teiligen Erker auf Konsolen mit Eckpilastern und Giebeldach. Haustür und Fenster (außer OG) original; Souterrainfenster mit originalen schmiedeeisernen Gitter. Im Hausinneren repräsentatives Treppenhaus, aufwändige Stuckdecken in EG und OG. Das Wohnhaus mit großbürgerlichem Repräsentationsanspruch ist ein wichtiges Zeugnis der Stadtbaugeschichte, erhaltenswert aus wissenschaftlichen und städtebaulichen Gründen. | 1895                   | 12.04.1991       | 1/169 (1/354)          |
| Wohnhaus                        | Wohnhaus                                        | Innenstadt Liedmannstraße 5 Karte                             | 1900 von den Schwestern Kallen erbaut, Architekt w. Fasbender; Backstein-Putzfassade mit historisierenden Schmuckformen; 3-geschossig in drei Achsen, Satteldach; tieferliegender Eingang in der linken Achse, Fenster im EG mit Längsstock und flachen Segmentbögen, in den OG mit Spitzgiebeln bzw. Rundbögen mit Muschelwerk bekrönt, in der Mittelachse Zwerchgiebel mit gekuppelten Fenstern, Sohlbankgesims im 1. OG; Tür Originalzustand. | 1900                   | 04.04.1985       | 1/037 (1/355)          |
| Wohnhaus                        | Wohnhaus                                        | Innenstadt Liedmannstraße 6 Karte                             | Teilbeschreibung: 1896 erbaut; Backstein-Putzfassade mit historisierenden Schmuckformen; 2-geschossig mit Souterrain in vier Achsen, Mansardwalmdach; 1958 Innenumbau und 1980 Dachgeschossausbau, Fenster weitgehend Originalzustand. | 1896                   | 04.04.1985       | 1/038 (1/356)          |
| Wohnhaus                        | Wohnhaus                                        | Innenstadt Liedmannstraße 7 Karte                             | Teilbeschreibung: 1895/96 erbaut, zusammen mit dem Nachbarhaus Liedmannstraße 9 von Cornelius Pannenbecker nach eigenem Entwurf; 3-geschossig in vier Achsen, ausgebautes Satteldach, Backstein-/Putzfassade mit Neurenaissance-Schmuckformen; im Dach zwei Dachhäuschen; Tür und Fenster original. | 1895/96                | 13.02.1998       | 1/279 (1/357)          |
| Wohnhaus                        | Wohnhaus                                        | Innenstadt Liedmannstraße 8 Karte                             | Teilbeschreibung: 1897 erbaut von Arnold Cremer, Architekt Wilhelm Metzer; 3-geschossig in drei Achsen mit einer freistehenden Giebelwand und ausgebautem Dachgeschoss; straßenseitige Putz-/Backsteinfassade mit Neorenaissance-Schmuckformen. Dachgaube in der linken Ache, Tür und Fenster neu. | 1897                   | 08.01.1997       | 1/273 (1/358)          |
| Wohnhaus                        | Wohnhaus                                        | Innenstadt Liedmannstraße 9 Karte                             | Teilbeschreibung: 1895/96 erbaut, zusammen mit dem Nachbarhaus Liedmannstraße 7 von Cornelius Pannenbecker nach eigenem Entwurf; 3-geschossig in vier Achsen, ausgebautes Satteldach, Backstein-/Putzfassade mit Neurenaissance-Schmuckformen; im Dach zwei Dachhäuschen; Tür und Fenster original. | 1895/96                | 13.02.1998       | 1/280 (1/359)          |
| Wohnhaus                        | Wohnhaus                                        | Innenstadt Liedmannstraße 10 Karte                            | Teilbeschreibung: 1897/98 erbaut von Georg Fürner, Entwurf und Bauleitung Zimmermeister Heinrich Koch. 3-geschossiges Haus mit traufständigem Satteldach. Backstein-/Putzfassade in drei Achsen, neobarocke Schmuckformen, Mittelachse betont durch 3-seitigen Erker/Balkon im 1. und 2. OG auf massiven, bis in die Mitte des EG reichenden Konsolen. Fenster und Haustüreingangstür Originalzustand. | 1897/98                | 08.10.1992       | 1/182 (1/360)          |
| Wohnhaus                        | Wohnhaus                                        | Innenstadt Liedmannstraße 11 Karte                            | Teilbeschreibung: Erbaut 1895/96 von Franz Nolden, Architekt Cornelius Pannenbecker. 3-geschossiges Wohnhaus in geschlossener Reihe, traufständig mit ausgebautem Satteldach. Hofseitig 2-geschossiger Anbau. Straßenseitige Backstein-/Putzfassade mit Neorenaissance-Schmuckformen. Die Wandöffnungen sind in drei Achsen angeordnet. Die Liedmannstraße ist als ein Kernstück der Wilhelminischen Stadterweiterung noch heute durchgängig von den originalen, qualitätvoll gestalteten bürgerlichen Wohnhäusern geprägt. Das Haus Nr. 11 ist ein bedeutendes Zeugnis für die Stadtentwicklungsgeschichte und die Wohn- und Lebensweise um die Jahrhundertwende. | 1895/96                | 05.07.1996       | 1/235 (1/361)          |
| Wohnhaus                        | Wohnhaus                                        | Innenstadt Liedmannstraße 12 Karte                            | Teilbeschreibung: 1900/01 von Nathan Simons erbaut, Architekt Franz Wulff; 3-geschossig in drei Achsen, Satteldach, Putz-/Backsteinfassade mit historisierenden Schmuckformen, Mittelachse durch Zwerchhaus betont; Eingang in der rechten Achse. Tür original, Fenster erneuert. | 1900/01                | 13.02.1992       | 1/286 (1/362)          |
| Wohn- und Gästehaus             | Wohn- und Gästehaus                             | Innenstadt Liedmannstraße 13 Karte                            | Teilbeschreibung: 1893/94 erbaut von Wilhelm Krings; Architekt Krings, Köln und W. Fasbender, Neuss; 3-geschossig in drei Achsen, Souterrain, Satteldach, Putzfassade mit historisierenden Schmuckformen. Tür und Fenster original. | 1893/94                | 13.02.1998       | 1/281 (1/363)          |
| Wohnhaus                        | Wohnhaus                                        | Innenstadt Liedmannstraße 14 Karte                            | Teilbeschreibung 1906 von Architekt Klaus Röhlinger nach eigenem Entwurf erbaut. 3-geschossig in zwei Achsen, Mansarddach, traufständig, hoher Straßengiebel, Putzfassade mit Jugendstil-Schmuckformen. Neue Fenster ohne Sprossen. | 1906                   | 13.02.1998       | 1/287 (1/364)          |
| Wohnhaus                        | Wohnhaus                                        | Innenstadt Liedmannstraße 15 Karte                            | 1895 erbaut von Cornelius Pannenbecker nach eigenem Entwurf; 3-geschossig in drei Achsen, Satteldach, Putz-/Backsteinfassade mit Neurenaissance-Schmuckformen. Eingang in der linken Achse. Tür und Fenster original. | 1895                   | 13.02.1998       | 1/282 (1/365)          |
| Wohnhaus                        | Wohnhaus                                        | Innenstadt Liedmannstraße 16 Karte                            | Teilbeschreibung: Erbaut 1906 von Josef Welter, Architekt Klaus Röhlinger. 3-geschossiges Wohnhaus mit ausgebautem Satteldach, traufständig in geschlossener Reihe, hoher Straßengiebel über die halbe Frontlänge. Hofseite 3-geschossiger Anbau. Tür und OG-Fenster original, EG-Fenster großflächig erneuert. Die Liedmannstraße ist als ein Kernstück der Wilhelminischen Stadterweiterung noch heute durchgängig von den originalen, qualitätvoll gestalteten bürgerlichen Wohnhäusern geprägt. Das Haus Nr. 16 ist ein bedeutendes Zeugnis für die Stadtentwicklungsgeschichte und die Wohn- und Lebensweise um die Jahrhundertwende. | 1906                   | 05.07.1996       | 1/236 (1/366)          |
| Wohnhaus                        | Wohnhaus                                        | Innenstadt Liedmannstraße 17 Karte                            | Teilbeschreibung: 1895 von Cornelius Sarting erbaut; Architekt Cornelius Pannenbecker; Backstein-Putzfassade mit historisierenden Schmuckelementen; 3-geschossig in drei Achsen, Satteldach. Tür und Fenster Originalzustand. | 1895                   | 06.01.1986       | 1/069 (1/367)          |
| Wohnhaus                        | Wohnhaus                                        | Innenstadt Liedmannstraße 19 Karte                            | Teilbeschreibung: 1895 erbaut von Eduard Denecke, Architekt H.J. Schwien; 3-geschossig in drei Achsen; Mezzanin, ausgebautes Satteldach; Putz-/Backsteinfassade mit historisierenden Schmuckformen; Mittelachse ehemals durch Balkon im 1. OG betont. Neue Tür, neue Fenster ohne Sprossenteilung. Das Gebäude ist prägender Teil einer historischen Blockrandbebauung von gutem, geschlossenem Erhaltungszustand. | 1895                   | 20.03.1998       | 1/283 (1/368)          |
| Wohnhaus                        | Wohnhaus                                        | Innenstadt Liedmannstraße 21 Karte                            | Teilbeschreibung: Erbaut 1895 von Gerichtsvollzieher Robert Blum, Architekt H.J. Schwien. 3-geschossiges Wohnhaus in geschlossener Reihe, das traufständige Satteldach als Mezzaningeschoss angehoben. Putz-/Backsteinfassade mit Neorenaissance-Schmuckformen. Die Wandöffnungen sind in drei Achsen angeordnet. Tür und Fenster im 1. OG neu, im EG und 2. OG original. Die Liedmannstraße ist als ein Kernstück der Wilhelminischen Stadterweiterung noch heute durchgängig von den originalen, qualitätvoll gestalteten bürgerlichen Wohnhäusern geprägt. Das Haus Nr. 21 ist ein bedeutendes Zeugnis für die Stadtentwicklungsgeschichte und die Wohn- und Lebensweise um die Jahrhundert. | 1895                   | 16.11.1995       | 1/234 (1/369)          |
| Wohnhaus                        | Wohnhaus                                        | Innenstadt Liedmannstraße 22 Karte                            | Teilbeschreibung: Vor 1873 erbaut als Eckgebäude Breite Straße – Liedmannstraße, wahrscheinlich als ein Wohn- und Werkstättengebäude. 1881 und 1897/98 umgebaut zu drei Wohnhäusern Breite Straße 25, 27 und Liedmannstraße 22; Bauherr N. Simons, Architekt Cornelius Pannenbecker. 3-geschossiges Eckhaus in zwei und drei Achsen mit Walmdach, 2-geschossiger Eckerker mit gerippter Zwiebelkuppel mit Laterne; an der Liedmannstraße 2-geschossiger Anbau in zwei Achsen. Originale Tür mit Ziergitter und ersetztem Oberlicht, originale Fenster. Das älteste Gebäude der Liedmannstraße, erhaltenswert insbesondere aus städtebaulichen Gründen. | Vor 1873               | 17.07.1991       | 1/172 (1/370)          |
| Wohnhaus                        | Wohnhaus                                        | Innenstadt Liedmannstraße 23 Karte                            | Teilbeschreibung: 1895 erbaut von Schornsteinfegermeister A. Kevelaer, Architekt W. Fasbender; 3-geschossig in drei Achsen, ausgebautes verschiefertes Mansarddach; Backsteinfassade mit Neurenaissance-Schmuckformen in Putz, Mittelachse durch 2-seitigem Erker im 1. OG betont. Neue Tür und neue sprossenlose Fenster. | 1895                   | 13.02.1998       | 1/284 (1/371)          |
| Wohnhaus                        | Wohnhaus                                        | Innenstadt Liedmannstraße 25 Karte                            | Teilbeschreibung: Vor 1896 erbaut; Backstein-Putz-Fassade mit historisierenden Schmuckformen, 3-geschossig in drei Achsen, Satteldach. Tür original, Fenster 1986 originalgetreu erneuert. | Vor 1896               | 18.02.1987       | 1/095 (1/372)          |
| Wohnhaus                        | Wohnhaus                                        | Innenstadt Liedmannstraße 27 Karte                            | Teilbeschreibung: 1896/97 erbaut von den Geschwistern Kaumann und Schreinermeister Hubert Erkelenz, Bauleitung Hubert Erkelenz; 3-geschossig in drei Achsen, Satteldach Putz-/Backsteinfassade mit historisierenden Schmuckformen; Tür neu, Fenster original. | 1896/97                | 13.02.1998       | 1/285 (1/373)          |
| Wohnhaus                        | Wohnhaus                                        | Innenstadt Liedmannstraße 29 Karte                            | Teilbeschreibung: Erbaut 1902 von Jacob Schepping, Architekt Jacob Renner. 3-geschossiges Eckhaus mit Walmdach, an der Gebäudeecke in den OG 3-seitiger Erker auf geschweiften Konsolen, ebenso zur Liedmannstraße, hier mit Schweifgiebel in die Dachzone verlängert. Die Liedmannstraße ist als ein Kernstück der Wilhelminischen Stadterweiterung noch heute in besonderem weise von aufwändig gestalteten bürgerlichen Wohnhäusern geprägt. Das Haus Nr. 29 hat als Eckhaus zur Breite Straße eine herausgehobene städtebauliche Position, die durch den Ecker betont wird. | 1902                   | 24.11.1995       | 1/219 (1/374)          |
| Wohnhaus, Frontseite, Vorgarten | Wohnhaus, Frontseite, Vorgarten                 | Dreikönigenviertel Lörickstraße 6 Karte                       | Teilbeschreibung: 1923 errichtet von den Gebr. Alsberg, Architekt H. Ingerfeld; 2-geschossig, Walmdach, Fassaden aus Backstein und Werkstein mit sparsamen expressionistischen Details; an der Straßenseite zwei Dachgauben mit geschweiftem Dach; Vorgarten mit niedriger Backsteinmauer. Bedeutendes Zeugnis eines in traditionalistischen Formensprache errichteten Wohnhaus der 1920er Jahre; erhaltenswert aus architekturgeschichtlichen und städtebaulichen Gründen. | 1923                   | 20.02.2002       | 3/059 (1/375)          |
| Theisenhof                      | Theisenhof                                      | Holzheim Lövelinger Straße 36 Karte                           | Teilbeschreibung: 4-flügelige, geschlossene Backstein-Hofanlage an historischem Standort, erbaut 2. Hälfte 19. Jh. Scheunentrakte tlw. älter. An der Nordwestecke 2-geschossiges Wohnhaus in 4:2 Fensterachsen; Querdiele mit beiderseitigen Hauseingängen, hofseitig mit originaler Hausteinrahmung, straßenseitig mit neuerer Putzrahmung. Im 1-geschossigen Nordflügel Hofeinfahrt mit Stufengiebel. Westliche, südliche und östliche Wirtschaftstrakte in einfacher Gestaltung. Südwestecke mit Walmdach gestaltet. Die Hofanlage ist ein bedeutendes Zeugnis für die Siedlungsentwicklung im Raum Holzheim / Löveling und allgemein für den Bautypus eines großen landwirtschaftlichen Betriebes im ausgehenden 19. Jahrhunderts. | 2. Hälfte 19. Jh.      | 20.11.1992       | 7/006 (1/376)          |
| Steinshof                       | Steinshof                                       | Holzheim Lövelinger Straße 53 Karte                           | Teilbeschreibung: Geschlossene Backstein-Hofanlage an historischem Standort, 1527 erstmals urkundlich erwähnt, ursprünglich von Graben umgeben, heutige Gebäude aus dem 18.–20. Jh.; an der Südseite repräsentatives Wohnhaus von 1856, 2-geschossig in 5:2 Achsen, Walmdach; 2 gegenüberliegende Eingänge. Rechteckige Tür- und Fensteröffnungen, im Mezzanin Ochsenauge, Tür und Fenstergewände aus Basalt. Im Süden an das Wohnhaus anschließendes winkelförmiges Lagergebäude von 1856, eingeschossig in 6:8 Achsen, unterkellert mit Walmdach. An der Nordseite große Backsteinscheune des 18. Jahrhunderts mit Satteldach, 1856 verlängert; westlicher Giebel mit holländischen Dreiecken. An der Ostseite Stallgebäude mit Satteldach von 1856. An der Westseite schlichter Getreidespeicher von 1919 mit Satteldach. Hofeinfahrt mit Tor, flankiert von Basaltpfeilern; vor der Hofeinfahrt Backsteingartenmauer von 1856 und Wegekreuz aus den 1920er Jahren aus Backstein mit gusseisernem Medaillon mit Christuskorpus. Die Hofanlage ist ein bedeutendes Zeugnis für die Siedlungsentwicklung im Raum Holzheim / Löveling und allgemein für den Bautypus eines großen landwirtschaftlichen Betriebes im ausgehenden 19. Jahrhunderts. | 1527                   | 3.11.1997        | 7/010 (1/377)          |
| Alte Erlöserkirche              | Alte Erlöserkirche                              | Reuschenberg Lutherstraße 2b Karte                            | 1950/51 als evangelische Notkirche in Fertigbauweise erbaut, Architekt Otto Bartling; Holzkonstruktion, Gefache aus geputztem Bimsbeton; 1-geschossig über quadratischem Grundriss, Mittelhalle mit schiefergedecktem Walmdach und umlaufendem Fensterband; Umgang mit Pultdach, vor dem Hauptdach einfacher Glockenträger mit Holzkreuz, zwei Eingänge mit Treppenanlagen in den Außenachsen; 1976 Nutzungsänderung als Kindertheater. | 1950/51                | 04.04.1985       | 7/002 (1/378)          |
| weitere Bilder                  | St.-Stephanus-Kirche                            | Grefrath Lüttenglehner Straße 74 Karte                        | Teilbeschreibung: 1863/64 von Vinzenz Statz erbaut, 3-schiffige, neugotische Hallenkirche mit polygonalem Chorschluss, vorgesetztem, 4-geschossigem quadratischem Westturm, mit hohem Haubendach; Backstein mit Sandsteingliederung, Innenausstattung weitgehend erhalten. | 1863/64                | 04.04.1985       | 6/001 (1/379)          |
| Priestergrab                    | Priestergrab                                    | Grefrath Lüttenglehner Straße 74 Karte                        | Hier ruht der hochw. Herr Joh. Pet. Brender Pfarrer, Landdechant und Kreis Schul Inspektor geb. zu Giesenkirchen am 23. Jan. 1805, Pfarrer in Grefrath seit dem 1. Dezember 1838, gest. am 16. April 1877. Dieses Denkmal setzt ihm die dankbare Gemeinde. |                        |                  | 6/008 (1/380)          |
| Pfarrhaus                       | Pfarrhaus                                       | Grefrath Lüttenglehner Straße 74 Karte                        | Teilbeschreibung: Erbaut 1819 als Pfarrhaus der Stephanus-Gemeinde Grefrath. Es handelt sich um einen 2-geschossigen Backsteinbau mit Satteldach. Die rechteckigen Wandöffnungen der Längsseite sind in fünf Achsen angeordnet. In der Mittelachse breiter Hauseingang mit Werksteinstufen und -gewände, dahinter durchlaufender Mittelflur zum hofseitigen Ausgang. Die Hauseingangstür aus dem 19. Jh. ist 2-flügelig. Neue kleinteilig gegliederte Fenster. Die Raumaufteilung des Hausinneren wurde mehrfach geändert. Das Haus ist nach Material und Gestaltung ein besonders charakteristisches Beispiel für das ländliche Wohngebäude mit Repräsentationsanspruch um 1800, wobei die Verschieferung der südlichen Giebelwand wegzudenken wäre. Als langjähriges Pfarrhaus der Kirchengemeinde St. Stephanus verkörpert es zugleich die Kontinuität der lokalen Kirchengeschichte von Grefrath. | 1819                   | 21.07.1995       | 6/005 (1/381)          |
| Gut Altwahlscheid               | Gut Altwahlscheid                               | Uedesheim Macherscheider Straße 7 Karte                       | Teilbeschreibung: 4-flügelige, geschlossene Hofanlage an historischem Standort, heutige Gebäude Ende 19. Jh. erbaut; separat stehendes Bediensteten-Wohnhaus; – Wohnhaus an der Nordseite 2-geschossig in acht Achsen mit Segmentbogenfenster, Mittelfenster im EG verändert, Satteldach, sparsame Fassadengliederung durch Gurt- und Kranzgesims. – Ehem. Pferdestall an der Ostseite 1-geschossig, Satteldach; nach Süden anschließend originales schmiedeeisernes Hoftor; – große Durchfahrtscheune an der Südseite, Satteldach, Kranzgesims; – ehemaliger Kuhstall an der Westseite, 1-geschossig, Satteldach, Feldseite durch zwei Risalite gegliedert, Kranzgesims; 1944 Instandsetzung des Dachstuhls über dem Kuhstall, der bei einem Fliegerangriff am 3. November 1943 durch Brandbomben zerstört wurde; – ehem. Bediensteten-Wohnhaus vor der Ostseite, 2-geschossig in 4:3 Achsen mit Segmentbogenfenstern, flachgeneigtes Satteldach, Gurtgesims. 1970 erwirbt die Stadt Neuss den Hof. Die erste urkundliche Erwähnung eines Halfen von Wahlscheid erfolgt am 25. April 1700, als die Eheleute Christian Gymnich der Uedesheimer Kirche ein Kapital stifteten. 1706 stifteten sie ein Flurkreuz, heute noch das älteste noch erhaltene Flurkreuz von Uedesheim. Die Hofanlage ist ein bedeutendes Zeugnis für die Siedlungsentwicklung im Raum Grimlinghausen / Uedesheim und allgemein für den Bautypus eines großen landwirtschaftlichen Betriebes im ausgehenden 19. Jahrhunderts. | Ende 19. Jh.           | 26.01.2000       | 9/006 (1/382)          |
| Wohnhäuser                      | Wohnhäuser                                      | Furth Marienburger-Straße 24–28, 32–36, 27–31 Karte           | 1929/30 nach Plänen der Architekten Dominikus Heurich und Heinrich Ingerfeld von der Neusser Gemeinnützigen Bauverein AG errichtetes Siedlungsensemble; zweigeschossige Mehrfamilienhäuser aus Backsteinmauerwerk mit hochaufragenden Walm- bzw. Satteldächern; lange Dachgauben; mit Ausnahme der Häuser Viersener Straße und Marienburger Straße 27–31 ummauerte Vorgärten; rhythmische Gliederung der Fassaden durch Anordnung der Fenster und Treppenhäuser; Treppenhäuser vertikalbetont mit geschossübergreifenden Fenstern oberhalb der Eingänge mit ihren ausgreifenden Vordächern; sparsam eingefügte schmückende Details (Dachgesims, Fenster- und Türrahmungen, Haustürvordächer aus Steinputz; Flächenreliefs aus Backstein zwischen Fenster und an den Hauseingängen); Fenster z. T. paarweise zusammengefasst – auch über Eck – durch Steinputz oder Steinputz und Backsteinreliefs; Fenster und Türen z. T. original. | 1929/30                | 19.08.1992       | 2/009 (1/383)          |
| Mariendenkmal Marienborn        | Mariendenkmal Marienborn                        | Innenstadt Marienkirchplatz Karte                             | Mariendenkmal in der Grünachse vor dem Westportal der Marienkirche, eine Stiftung der Neusser Bürger, geschaffen von dem Düsseldorfer Künstler Josef Hammerschmidt, Einweihung am 4. November 1906 durch den Kölner Kardinal Fischer; sitzende Muttergottes, das Kind schützend in ihren Armen haltend, auf hohem gestuften Sockel, dieser mit einem kleinen Springbrunnen kombiniert (Born); Maria mit Kind aus Bronze, Guss von Kracht und Wiehe, Düsseldorf, Sockel aus blauem poliertem norwegischen Labradorstein, dezente Ornamentik aus Stein und Bronze, auf dem Sockel-Inschrift in Bronzelettern: MARIENBORN: ZEIGE DASS DU UNSERE MUTTER BIST. Josef Hammerschmidt, 1873 in Münster geboren, 1894–1901 Besuch der Akademie in Düsseldorf als Schüler von Karl Jansen. Der der Repräsentant des Neubarock in Düsseldorf war, schuf Grabdenkmäler, Brunnen, Bildnisbüsten und Kleinplastiken, in Neuss neben dem Marienborn auch das Schwann-Denkmal. Das Denkmal ist bedeutend für die Geschichte des Menschen, insbesondere für die Entwicklung der Mariendenkmäler. Es ist erhaltenswert aus wissenschaftlichen Gründen Es galt seinerzeit als eine neue Auffassung sakraler Bildwerke. Es ist erhaltenswert aus künstlerischen Gründen. In seinen reduzierten Formen wurde es als eines der besten Werke Hammerschmidts gewürdigt. | 1906                   | 12.12.2005       | 1/360 (1/384)          |
| weitere Bilder                  | Pfarrkirche St. Marien                          | Innenstadt Marienkirchplatz 1 Karte                           | Teilbeschreibung: Es handelt sich um eine neugotische Kirche, die nach schweren Kriegszerstörungen nach dem Zweiten Weltkrieg in zeittypischen Formen wiederaufgebaut worden ist. Das Objekt ist bedeutend für die Geschichte des Menschen sowie der Städte und Siedlungen. Es ist erhaltenswert aus wissenschaftlichen, insbesondere baugeschichtlichen, künstlerischen, kirchengeschichtlichen und städtebaulichen Gründen. | nach dem 2. WK         | 20.06.2011       | 1/405 (1/385)          |
| Wohn- und Geschäftshaus         | Wohn- und Geschäftshaus                         | Innenstadt Marienkirchplatz 3 Karte                           | Teilbeschreibung: 1925 erbaut von der Fa. Rennert und Korinthenberg, Hoch-, Tief- und Eisenbetonbau, nach Entwurf von Emil Fahren Kamp; 5-geschossig in nicht durchgezogenen Achsen, das ursprüngliche Satteldach wurde 1974 durch ein ausgebautes Dachgeschoss mit flachem Dach ersetzt, gleichzeitig an der Rückseite der Anbau eines Aufzuges; 200 ursprüngliche Schaufensterfront wiederhergestellt, die vier Etagen darüber zu abgeschlossenen Büroetagen umgestaltet. Die Fassade vereint Tradition und Moderne, Geschosshierarchie und Symmetrie mit Fensterbänken und horizontaler Gliederung. Das Gebäude ist bedeutend für die Geschichte des Verwaltungsbaus. Für seine Erhaltung und Nutzung liegen architekturgeschichtlichen und städtebaulichen Gründen vor. | 1925                   | 05.01.2005       | 1/355 (1/386)          |
| Bürohaus                        | Bürohaus                                        | Innenstadt Marienkirchplatz 4 Karte                           | Teilbeschreibung: Das Bürohaus wurde 1904/05 errichtet von der Feuerversicherung Gesellschaft Rheinland. Architekt war Carl Schaumburg, Neuss. 1922 wurde rückseitig ein kleines Papierlager angebaut. 1937 wurde noch einmal erweitert. Im Zweiten Weltkrieg wurde der linke Gebäudeteil mit drei Fensterachsen sowie das Dach mit der Kuppel zerstört. 1952/53 erfolgte der Wiederaufbau des linken Gebäudeteils mit einer neuen Dachgestaltung. Die Fassade wurde vereinfacht wiederhergestellt. Architekt waren Ingerfeld-Goertz, Neuss. Das Gebäude wurde errichtet als repräsentatives wilhelminisches Verwaltungsgebäude. Auch die Wiederherstellung Anfang der 1950er Jahre legte Wert auf einen repräsentativen Charakter. Das Gebäude ist bedeutend für die Geschichte des Verwaltungsbaus. | 1904/05                | 01.03.2005       | 1/354 (1/387)          |
| Wohnhaus                        | Wohnhaus                                        | Innenstadt Marienkirchplatz 42 / Bleichstraße 28 Karte        | Teilbeschreibung: 1912 erbaut, Architekt Eppeler; 3-geschossiger Eckbau mit ausgebautem Dachgeschoss; Fassadengliederung 6:1:2 Achsen; zwei Eingänge, zwei Treppenhäuser; Treppenhausachsen mit höhenversetzten Treppenhausfenster. Verputzte Fassade. Haustüren und Fenster weitgehend im Originalzustand. | 1912                   | 26.11.1990       | 1/161 (1/388)          |
| Wohnhaus                        | Wohnhaus                                        | Innenstadt Marienkirchplatz 44 Karte                          | Teilbeschreibung: 1911/12 erbaut von Martin Reinhart nach den Entwürfen von Carl Schaumburg. 3-geschossig in vier Achsen, die Eingangsachse auf der linken Seite leicht abgeschrägt, mit bekrönendem Ziergiebel und Schmuckmedaillon über der Eingangstür. Über den drei rechten Achsen sehr hohes Giebelhaus, ebenfalls mit Putzdekor. Wichtiges Zeugnis der Stadtbaugeschichte, erhaltenswert insbesondere aus städtebaulichen Gründen. Darstellendes Zeugnis der Stadtgestaltung, als eines der wenigen erhaltenen Randgebäude des um 1902 neu angelegten Marienkirchplatzes. | 1911/12                | 20.06.2011       | 1/406 (1/389)          |
| Ehrenmal am Markt.              | Ehrenmal am Markt.                              | Innenstadt Markt vor dem Zeughaus Karte                       | Teilbeschreibung: Ehrenmal zum Gedenken an die 902 Neusser Soldaten, die im Ersten Weltkrieg gefallen sind, am 10. März 1929 durch Oberbürgermeister Heinrich Hüpper enthüllt. Auf einer Basaltlavaplatte die Umschrift „DIE STADT NEUSS IHREN GEFALLENEN SÖHNEN – Weltkrieg 1914–18“, an der Stützmauer zum Markt nach der Zerstörung des alten Kriegerdenkmals auf dem Münsterplatz im Zweiten Weltkrieg angebrachte Bronzetafel mit der Inschrift „ZUM GEDENKEN DER OPFER DER KRIEGE 1864 + 66, 1870/71, 1914/18, 1939/45, DIE STADT NEUSS“. Das Ehrenmal ist bedeutend für die Geschichte des Menschen, insbesondere für die Geschichte der Kriegerdenkmäler. Es ist erhaltenswert aus städtebaulichen Gründen aufgrund seiner markanten Platzierung am Markt. | 1929                   | 12.12.2005       | 1/358 (1/390)          |
| Wohn- und Geschäftshaus         | Wohn- und Geschäftshaus                         | Innenstadt Markt 20 Karte                                     | 18./Anfang 19. Jh. erbaut. Es handelt sich um ein 3-geschossiges Eckhaus in 3:2 Achsen mit ausgebautem Mansarddach, Giebelseite zur Krämerstraße 4-geschossig gestaltet, mit weit auskragendem Traufgesims unter Krüppelwalmdach. Putzfassade; im EG Ladeneinbau mit großer Tür-/Fensteröffnung zur Marktseite und Einzeltür bzw.-fenstern zur Krämerstraße; auskragendes Dachgeschoss. Unter dem Haus älterer, über die Marktfront hinausragendes Gewölbekeller. Als Bestandteil der Hausgruppe 20–34 wichtiges Zeugnis der Stadtbaugeschichte, erhaltenswert insbesondere aus städtebaulichen Gründen. | 18./Anfang 19. Jh.     | 31.07.1987       | 1/118 (1/391)          |
| Wohn- und Geschäftshaus         | Wohn- und Geschäftshaus                         | Innenstadt Markt 22/24 Karte                                  | 18./Anfang 19. Jh. erbaut. Es handelt sich um 3-geschossige, 1932 zusammengefasste Häuser in zwei und drei Achsen mit ausgebautem Satteldach. Putzfassade; im EG älterer Ladeneinbau mit durchgehender Front, darüber zwischen Gurt- und Sohlbankgesims charakteristischer Schriftzug; auskragendes Dachgesims. Als Bestandteil der Hausgruppe 20–34 wichtiges Zeugnis der Stadtbaugeschichte, erhaltenswert insbesondere aus städtebaulichen Gründen. | 18./Anfang 19. Jh.     | 31.07.1987       | 1/119 (1/392)          |
| Wohn- und Geschäftshaus         | Wohn- und Geschäftshaus                         | Innenstadt Markt 26 Karte                                     | 18./Anfang 19. Jh. erbaut. Es handelt sich um ein 3-geschossiges Haus in zwei Achsen mit ausgebautem Satteldach. Putzfassade mit spätklassizistischen Schmuckformen; im EG Ladeneinbau, Tür (in der rechten Achse) und Fenster mit profilierten Rahmung; im 1. OG Bänderputz über Gurtgesims, Fenster auf durchlaufenden Sohlbankgesims mit profilierten Rahmung und Schlussstein; im 2. OG Fenster mit Pilastern zwischen durchlaufendem Sohl- und Kranzgesims gerahmt; auskragendes Dachgesims mit Zahnschnittleiste. Im Hausinneren Kölner Decken. | 18./Anfang 19. Jh.     | 31.07.1987       | 1/120 (1/393)          |
| Wohn- und Geschäftshaus         | Wohn- und Geschäftshaus                         | Innenstadt Markt 28 Karte                                     | 18./Anfang 19. Jh. erbaut. Es handelt sich um ein 3-geschossiges Haus in zwei Achsen mit Satteldach. Putzfassade mit geringen Resten klassizistischer Schmuckformen; im EG durchgehende Ladenfront, OG-Fenster mit durchlaufenden Sohlbankgesimsen, auskragendes Dachgesims mit Zahnschnittleiste. Als Bestandteil der Hausgruppe 20–34 wichtiges Zeugnis der Stadtbaugeschichte, erhaltenswert insbesondere aus städtebaulichen Gründen. | 18./Anfang 19. Jh.     | 31.07.1987       | 1/121 (1/394)          |
| Wohn- und Geschäftshaus         | Wohn- und Geschäftshaus                         | Innenstadt Markt 30 Karte                                     | 18./Anfang 19. Jh. erbaut. Es handelt sich um ein 3-geschossiges Haus in zwei Achsen mit Satteldach. Schlichte Putzfassade; im EG Ladeneinbau; auskragendes Dachgesims. Als Bestandteil der Hausgruppe 20–34 wichtiges Zeugnis der Stadtbaugeschichte, erhaltenswert insbesondere aus städtebaulichen Gründen. | 18./Anfang 19. Jh.     | 31.07.1987       | 1/122 (1/395)          |
| Wohn- und Geschäftshaus         | Wohn- und Geschäftshaus                         | Innenstadt Markt 32 Karte                                     | 18./Anfang 19. Jh. erbaut. Es handelt sich um ein 3-geschossiges Haus in zwei Achsen mit ausgebautem Mansarddach. Putzfassade mit Resten klassizistischer Schmuckformen; im EG durchgehende Ladenfront, die OG durch Quaderputzlisenen eingefasst, im 1. OG schwach profiliertes Putzband in Höhe der Sohlbänke, Kranzgesims unter Dachgesims. Als Bestandteil der Hausgruppe 20–34 wichtiges Zeugnis der Stadtbaugeschichte, erhaltenswert insbesondere aus städtebaulichen Gründen. | 18./Anfang 19. Jh.     | 31.07.1987       | 1/123 (1/396)          |
| Wohn- und Geschäftshaus         | Wohn- und Geschäftshaus                         | Innenstadt Markt 34 Karte                                     | 18./Anfang 19. Jh. erbaut. 3-geschossiges Eckhaus in 2:2 Achsen mit Walmdach. Putzfassade; im EG Ladeneinbau mit durchgehender Front über gesamte Marktseite und Ecke Freithofseite, dort Hauseingang in der rechten Achse; Fenster zur Marktseite mit profilierter Rahmung. Bei Wiederaufbau 1949 statt ursprüngliches Mansarddach mit Giebel zum Freithof jetziges Walmdach erstellt, Ecklisenen (wie bei Nachbarhaus Markt 32 noch vorhanden) entfernt. Als Bestandteil der Hausgruppe 20–34 wichtiges Zeugnis der Stadtbaugeschichte, erhaltenswert insbesondere aus städtebaulichen Gründen. | 18./Anfang 19. Jh.     | 31.07.1987       | 1/124 (1/397)          |
| weitere Bilder                  | Zeughaus (Ehem. Observantenkirche und -kloster) | Innenstadt Markt 42–44 Karte                                  | Teilbeschreibung: 1639 – 1802 Kirche und Kloster der Franziskaner-Observanten, danach in städtischem Eigentum mit wechselnder Nutzung. Ehem. Kirche: Erbaut 1637–39. Einschiffige Saalkirche mit Tonnengewölbe in sechs Jochen und 5/8- Schluss, hohes Satteldach. Ehem. Klostergebäude: Erbaut 1640–55. Drei Gebäudeflügel (2-geschossig mit Satteldächer) und ehem. Kreuzgang im Anschluss an die Kirche, um einen Innenhof gruppiert. 1699 Errichtung einer ordenseigenen theologischen Hochschule, 1783–1889 Gymnasium mit wechselnder Trägerschaft, dann Nutzung als Bürozwecke. 1923 Umbau zu Nebenräumen des Theatersaal und Gaststätte; 1925–44 Sitz des Rheinischen Städtebundtheaters. Nach Kriegsschäden 1949 Wiederherstellung bei teilw. veränderter Nutzung. Die Anlage ist bedeutend für die Kirchen- und Stadtbaugeschichte von Neuss. Für ihre Erhaltung und Nutzung liegen künstlerische, wissenschaftliche und städtebaulichen Gründen vor. | 1637–39                | 20.06.1989       | 1/148 (1/398)          |
| Kath. Pfarrkirche St. Paulus    | Kath. Pfarrkirche St. Paulus                    | Innenstadt Maximilian-Kolbe-Straße 4 Karte                    | Teilbeschreibung: 1966–69 nach Entwurf von Fritz Schaller erbaut; wie ein Zelt gestalteter Kirchenbau, Turm neben der Kirche. Kirche: Langgezogener Grundriss, doppelt konisch etwa im Verhältnis 1:2, in der Längsachse eingeschnürt, wodurch nach Osten und Westen Doppelapsiden entstehen. Turm: Sakristei im Erdgeschoss; Faltwerkkonstruktion in Stahlbeton, Eindeckung oberhalb des EG mit Kupferblech auf Holzschalung; flacher Verbindungsgang zur Kirche. Vorplatz: Vertiefter, zum Teil von einer Betonmauer eingefasst, gepflasterter Vorplatz. Bedeutend für die Geschichte des Kirchenbaus der 1960er Jahre und seine vielfältigen Gestaltungsmöglichkeiten in Beton; erhaltenswert aus, wissenschaftlichen insbesondere architekturgeschichtlichen Gründen, als überzeugender Vertreter des „kristallinplastischen“ Kirchenbautyps der Nachkriegszeit. | 1966–69                | 05.03.1997       | 7/007 (1/399)          |

- Karte mit allen Koordinaten:
- OSM |
- WikiMap